# Спомен чесма у Трстенику
Спомен чесма у Трстенику се налази на углу улица Косовске и Цара Душана у центру града. Чесма спада у новије чесме и никада није свечано отворена, а по изгледу и локацији је сигурно најлепша градска чесма.
Урађена је по пројекту архитекте Василије Петровић, од камена пешчара, исклесана са мотивима из прошлости и годинама, које су део историје Србије и овог краја. Kада је почела са градњом можда се није размишљало коме би могла да буде посвећена, а пошто је градња потрајала, а у међувремену се десила агресија НАТО снага, тако да је то мотивисало тадашњу власт да се чесма посвети управо жртвама НАТО агресије.
Никада није ни потпуно завршена, мада је она са постављањем славина за воду, у функцији и на задовољство Трстеничана и посетилаца. Да би чесма била завршена фали јој један стилизовани кров у облику пирамиде, направљен од прохрома.